# 岸要
岸 要（きし かなめ、1894年3月23日 - 1982年10月1日）は、日本の実業家。住友電気工業社長、会長を務めた。

## 経歴
大阪府泉佐野市出身。1918年に京都帝国大学法学部を卒業し、住友銀行での勤務を経て、1937年に住友電気工業の前身である住友電線製造所に転職。
総務部長、経理部長、取締役、常務を経て、1947年から1956年11月までに社長を務め、1956年11月から1962年6月までに会長を務めた。1962年以降は相談役を務めた。
日本電気取締役、関西テレビ放送監査役なども歴任した。
1965年春に勲三等瑞宝章を受章した。
1982年10月1日、呼吸不全のために大阪市の住友病院で死去。88歳没。